# Orlando furioso di Ludovico Ariosto raccontato da Italo Calvino
Orlando furioso di Ludovico Ariosto raccontato da Italo Calvino è una guida alla lettura del testo ariostesco scritta da Italo Calvino nel 1970. Nasce dall'amore e dall'affinità che lega Calvino alla scrittura dell'Ariosto, alla sua fantasia e all'ironia.

## Storia e struttura dell'opera
Nel 1966 Calvino scrisse un'introduzione all'opera di Ariosto per Einaudi. Già nel 1967 l'autore aveva dedicato al Furioso alcune trasmissioni radiofoniche (pubblicate in una prima forma da Rai Eri nello stesso anno). Tre anni dopo, il lavoro su Ariosto avrà il suo culmine in questa guida. Nel 1997, infine, la Fonit Cetra pubblicò la lettura radiofonica in 5 CD per una durata complessiva di 5 ore e 26 minuti (CDLE 1034). 
Calvino intervalla parti di commento e narrazione in prosa ai versi del testo originale del Furioso, senza rispettare la divisione in canti, ma seguendone piuttosto lo zigzag delle vicende dei personaggi. Il testo di Ariosto non è riportato nella sua totalità, ma quasi: Calvino non butta via niente; la sua non è un'antologia, ma un percorso di lettura.
Ne esce, oltre a una guida, lo stimolo alla lettura di un lungo poema cinquecentesco da parte del lettore moderno: è negli intenti di Calvino facilitare la fruizione del Furioso nel Novecento, con una lettura più attuale rispetto a quella possibile attraverso un'edizione classica, in virtù del suo eclettismo.

## Edizioni
- Italo Calvino, Orlando furioso di Ludovico Ariosto raccontato da Italo Calvino, "Gli struzzi", n. 11, Giulio Einaudi Editore, 1970,  XXVI e 286 pp., ISBN 88-06-30528-X.
- Italo Calvino, Italo Calvino racconta l'"Orlando furioso", a cura di Carlo Minoia, "Letture per la scuola media", n. 78, Giulio Einaudi Editore, 19,  XXI e 206 pp., ISBN 88-06-59958-5.
- Italo Calvino, Orlando furioso di Ludovico Ariosto raccontato da Italo Calvino, "Oscar Grandi Classici" n. 58, Arnoldo Mondadori Editore, 1995,  p. 403, ISBN 978-88-04-52440-3.